# TDRS-12
O TDRS-12, também conhecido por TDRS-L, é um satélite de comunicação geoestacionário estadunidense construído pela Boeing. Ele é operado pela NASA. O satélite foi baseado na plataforma BSS-601HP e sua expectativa de vida útil é de 15 anos.

## Lançamento
O satélite foi lançado com sucesso ao espaço no dia 24 de janeiro de 2014, às 02:33:00 UTC, por meio de um veículo Atlas V a partir da Estação da Força Aérea de Cabo Canaveral, na Flórida, EUA. Ele tinha uma massa de lançamento de 3454 kg.